# Lori Cardille
Lori Cardille est une actrice américaine, née le 15 juillet 1954 à Pittsburgh, Pennsylvanie (États-Unis). Elle est notamment connue pour le rôle de Sarah qu'elle joue dans Le Jour des morts-vivants, réalisé en 1985 par George Andrew Romero.

## Carrière
Lori Cardille est la fille de l'acteur et présentateur de télévision Bill Cardille (qui est apparu dans La Nuit des morts-vivants en 1968). Diplômée de l'Université Carnegie-Mellon elle est une actrice de théâtre et fait en parallèle ses débuts à la télévision à la fin des années 1970.
Elle joue dans les séries The Edge of Night (1978-79) et Ryan's Hope (1982). Le réalisateur George A. Romero la remarque sur scène et lui confie son rôle le plus connu, celui de la scientifique Sarah dans Le Jour des morts-vivants (1985) (et qui lui vaut de remporter le prix Caixa de Catalunya de la meilleure actrice). 
Par la suite, elle apparaît notamment dans un épisode de la série télévisée Histoires de l'autre monde (Tales from the Darkside), en 1986. L'actrice se consacre ensuite au théâtre et à sa famille. 
Sa fille, Kate Rogal, est également actrice.

## Filmographie

### Cinéma
- 1985 : Le Jour des morts-vivants (Day of the Dead) : Sarah
- 1994 : No Pets : Lorraine Turner
- 2011 : Lightweight (+ productrice)
- 2014 : The Three : Laura Fisher
- 2015 : Milkman : Lillian
- 2016 : Help Me First : Lisetta Maroon
- 2019 : The Last Call : Francine
- 2023 : Night of The Living Dead 2 : Mandy
- 2023 : The TRIP : Carol Burch
- 2024 : There's a Zombie Outside
- 2025 : Stay : Sarah

### Télévision
- 1978 : The Edge of Night (série télévisée) : Winter Austin (1978-1979)
- 1982 : Parole (téléfilm) : Suzanne Driscoll
- 1982 : Ryan's Hope (série télévisée) : Carol Baker
- 1985 : Equalizer (série télévisée) (saison 1, épisode 8) : Sarah Claxton
- 1986 : Histoires de l'autre monde (Tales from the Darkside) (série télévisée) (saison 3, épisode 4) : Emily McCall
- 1989 : The Incredibly Strange Film Show (série télévisée) : elle-même
- 1991 : La Loi de la mafia (Dead and Alive) (téléfilm) : l'agent de police
- 1998 : Iron City Asskickers (TV) : Lori 'the Story' Cardille
- 2003 : The Many Day of 'Day of the Dead' : elle-même
- 2008 : Dead On : The Life and Cinema of George A. Romero : elle-même
- 2013 : The World's End: The Making of 'Day of the Dead' : elle-même
- 2016 : Doomsday (série télévisée) (saison 1, épisode 2) : Détective Dara Dormand